# Бартничка (гмина)
Бартничка (пол. Bartniczka) — сельская гмина (волость) в Польше, входит как административная единица в Бродницкий повет, Куявско-Поморское воеводство. Население — 4590 человек (на 2004 год).

## Сельские округа
1. Бартничка
2. Гронжавы
3. Гутово
4. Игличизна
5. Ястшембе
6. Коморово
7. Козары
8. Лашево
9. Нове-Сверчины
10. Радошки
11. Самин
12. Старе-Сверчины
13. Сверчинки
14. Здрое

## Соседние гмины
1. Гмина Гужно
2. Гмина Сведзебня
3. Гмина Лидзбарк